# 李龍 (粵劇演員)
李龍，MH（1952年10月22日—），原名李德光，生于廣州，香港粵劇演員。2015年獲香港政府授勳榮譽勳章。

## 生平
李龍與妹妹李鳳自幼愛好粵劇，7歲隨母親到香港，9歲便開始在陳非儂主持的香江粵劇學院門下學藝。1960年代末開始參與粵劇演出，除登台外，更參與電影拍攝，以童星身份表演。1976年與李鳳分任小生及二幫花旦參加頌新聲劇團拍攝粵劇舞台紀錄片在電視播出。1978年自組祝華年劇團，夥拍的花旦計有謝雪心及南紅等，亦開始灌錄粵曲錄音帶。至80年代李龍更將其粵劇藝術帶至星馬一帶。1990年代將演出基地搬回香港，於1997年自組龍嘉鳳劇團，先夥拍南鳳，及後有尹飛燕、王超群及陳詠儀。至2000年與尹飛燕成立龍騰燕劇團，與王超群成立永光明劇團。
李龍於1997年成立戲迷會「李龍之友會」。李龍為第廿八屆香港八和會館副主席。

## 相關團體
- 龍飛制作
- 龍嘉鳳劇團
- 龍騰燕劇團
- 龍的藝術社
- 香港青苗粵劇團
- 生輝粵劇研究中心
- 龍飛戲曲推廣協會
- 生輝粤劇研究中心有限公司

## 外部連結
- 九天雲湧出李龍